# Boitze
Boitze település Németországban, azon belül Alsó-Szászország tartományban. Lakosainak száma 339 fő (2023. december 31.).

## Népesség
A település népességének változása:
| Lakosok száma | 377  | 371  | 385  | 347  | 340  | 339  |
|               | 2016 | 2017 | 2019 | 2021 | 2022 | 2023 |